# 南九州市立知覧中学校
南九州市立知覧中学校（みなみきゅうしゅうしりつちらんちゅうがっこう）は、鹿児島県南九州市知覧町西元にある、公立中学校である。

## 沿革
知覧町立知覧中学校・知覧町立中央中学校・知覧町立二松中学校が1949年（昭和24年）に開校した。その後、1981年（昭和56年）4月に上述の3つの中学校が統合された。統合後、名称が「知覧町立知覧中学校」となり、さらには、2008年（平成20年）4月から、市町村合併に伴い「南九州市立知覧中学校」と名称が変更された。

## 歴史
- 1981年（昭和56年）4月 - 知覧町立知覧中学校・知覧町立中央中学校・知覧町立二松中学校が統合[1]。
- 2008年（平成20年）4月 - 「知覧町立知覧中学校」から「南九州市立知覧中学校」に名称変更[1]。

## 部活動
- 野球
- サッカー
- 女子バレーボール
- 女子バスケットボール
- 弓道
- 卓球
- 男子ソフトテニス
- 女子ソフトテニス
- 吹奏楽
- 陸上同窓会

出典：